# Négyzetkilométeres hálózat
A Négyzetkilométeres Hálózat (SKA) egy fejlesztés alatt lévő rádiótávcső Ausztráliában és Dél-Afrikában. A teljes gyűjtőterülete körülbelül egy négyzetkilométer lesz. Széles frekvenciasávon fog működni, és a mérete 50-szer érzékenyebbé teszi minden más rádiós eszköznél. Nagyon nagy teljesítményű központi számítógépes teljesítményre lesz szüksége és hosszútávú hálózatra, nagyobb kapacitással mint a jelenlegi globális internetforgalom. Ezerszer gyorsabban fogja tudni kémlelni az eget a korábbiaknál.
A rádiócsillagászat hagyományait folytatja a legnagyobb felbontású csillagászati képek elkészítésével, egy koncentrált központi magtól legalább 3000 kilométerre (1900 mérföld) kiterjesztett gyűjtő állomások segítségével. Az SKA a déli félgömbön kerül kiépítésre, al-szaharai államokban, központban Dél-Afrikával és Ausztráliával, ahol a Tejút galaxis képe a legjobb és a rádió interferencia a legkisebb.
1,5 milliárd eurós költségvetéssel az építkezés megkezdését 2016-ra tervezték, 2019-es kezdeti megfigyelésekkel, és 2024-es teljes működéssel számolva. A projekt központjai az egyesült királyságbeli Manchesterben találhatók.

## Szervezet
Az SKA 20 ország globális együttműködése azzal a céllal, hogy választ adjon az Univerzum eredetére és evolúciójára vonatkozó alapvető kérdésekre.
2011 áprilisában a Jodrell Bank Megfigyelőközpont (a Manchasteri Egyetemről) az Angliai Cheshireben lett megnevezve a központok projekt irodájának helyszíneként.
2011 novemberében megalakult az SKA Szervezet, és a projekt az együttműködésből egy független, nonprofit vállalattá alakult.
2012 júniusi állapot szerint az SKA Szervezet résztvevői:
- Ausztrália: Fejlesztési, Ipari, Tudományos és Kutatási Minisztérium
- Kanada: Nemzeti Kutatási Tanács
- Kína: a Kínai Tudományos Akadémia Nemzeti Csillagászati Megfigyelőközpontjai
- Olaszország: Nemzeti Csillagászati Intézet
- Új-Zéland: Gazdasági Fejlesztési Minisztérium
- Dél-AFrika: Nemzeti Kutatási Alap
- Svédország: Onsala Űr Megfigyelőközpont
- Hollandia: Hollandia Tudományos Kutatási Szervezete
- Egyesült Királyság: Tudományos és Technológiai Létesítmények Tanácsa
- India Rádió Csillagászati Nemzeti Központja társtagja az SKA-nak.

Németország is jelezte csatlakozási szándékát az SKA-hoz.

## Leírás

A SKA előkészíési szakaszában részt vevő országok

Az SKA a több mint 3000 kilométeren elosztott több ezer kisebb rádióantenna által küldött jelet fogja össze, ezáltal egy óriás teleszkópot hoz létre, mely képes nagy érzékenységű széles látószögű felbontásra. Az SKA-nak nagyon nagy látómezője (FOV) lesz, 1 GHz alatt 200 négyzetfokos, és több mint 1 négyzetfokos mező (nagyjából 5 telihold mérete) magasabb frekvenciáknál. Egy új fejlesztés a fókuszos sík hálózat használata, mely a fázisolt hálózat technológiáját alkalmazza több FOV előállításához. Ez jelentősen megnöveli az SKA vizsgálati sebességét és több felhasználónak lehetővé teszi az ég különböző részeinek egyszerre történő vizsgálatát. Az SKA nagy látómezejének a magas érzékenységgel történő kombinálása a Világegyetem felfedezését alapjaiban változtatja meg.
Az SKA folyamatos frekvencia lefedettséget nyújt a 7 MHz-től 10 GHz tartományban a megépítésének első két fázisában.
- 1-es fázis: a teljes gyűjtőterület ~20%-a rövid és közepes frekvencián 2019-ig.
- 2-es fázis: A teljes hálózat kiépítése rövid és közepes frekvencián 2024-ig.
- 3-as fázis: A nagy frekvenciás hálózat kiépítése 2022-től.

A frekvenciasáv 70 Mhz-től 10 GHz-ig terjed, két tized részt átfogva, ami nem lenne elérhető egy antenna megtervezésével, ezért az SKA háromféle antenna egység hálózatából áll össze, mely együttesen adja ki az SKA-rövid, SKA-közepes és antenna hálózatát:

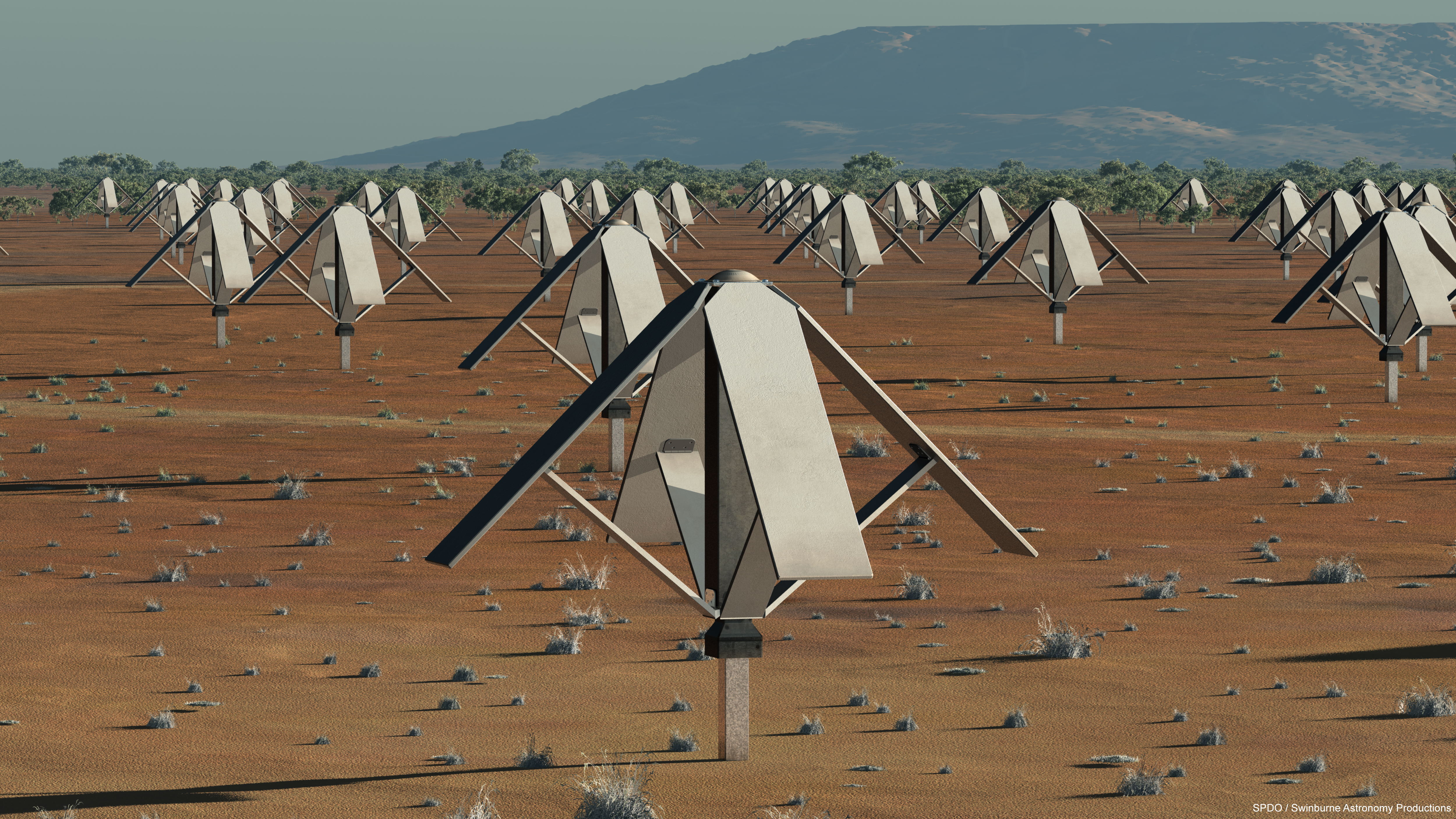
Rövid-hullámhosszú SKA szórt nyílású hálózat állomás látványterve

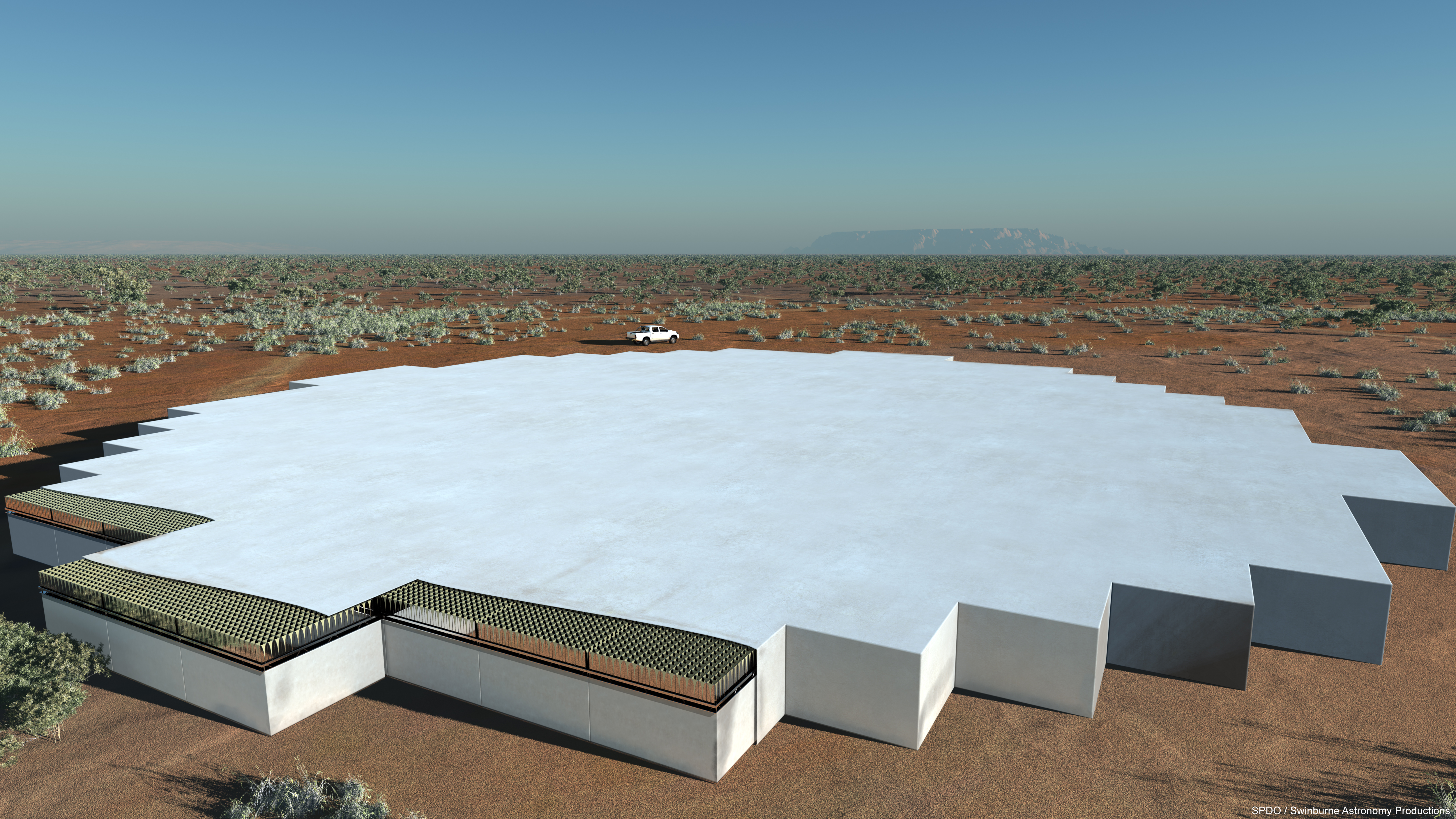
Közép-hullámhosszú SKA sűrű nyílású hálózat látványterve

1. SKA-rövid hálózat – Egy fázisolt hálózat egyszerű dipólus antennákból a 70 – 200 MHz-es frekvenciasávhoz. Ezek 100m átmérőjű állomásokba lesznek csoportosítva, nagyjából 90 elemmel.
2. SKA-közép hálózat – Valószínűleg "csempék" fázisolt hálózata lesz a 200-tól 500 MHz-es közepes frekvenciasáv lefedéséhez. A 3 méter x 3 méteres csempék körkörös állomásokba lesznek csoportosítva, 60 m-es átmérővel.
3. Parabolahálózat – több ezer parabolaantennából áll az 500 MHz-től 10 GHz frekvenciasáv lefedéséhez. Az antenna tervei az Allen távcsőhálózatét követik, 15 méter magasságú és 12 méter szélességű Gregorián kialakítással. Remények szerint a parabolaantennák fókuszos sík hálózatokkal lesznek felszerelve a középpontban. Ez lehetővé teszi az antennák jóval nagyobb látószögű megfigyelését az egy elemű csatornákhoz képest. Az ilyen több elemű csatornák prototípusai fejlesztés alatt állnak a lentebb leírt felderítő hálózatokhoz.

Az SKA által lefedett 3000 km-re kiterjedő terület három régióra osztható:
1. Központi régió 5 km átmérőjű parabolaantenna-magokkal, SKA-közepes állomások és SKA-rövid antennák. A központi régió a három SKA hálózat teljes gyűjtőterületének nagyjából a fele.
2. A közép régió 100 km-re terjed ki. Ez parabolákból és SKA-közép, SKA-rövid állomás párokból áll. Minden esetben véletlenszerűen lesznek elhelyezve a sűrű antennahálózattal és állomásokkal együtt, és az állomások a régió külső részeire esnek.
3. A külső régíó 180 km-től 3000 km-ig tart. Öt spirális karból áll, amely mentén 20 antennás állomásokba rendezett parabolák lesznek elhelyezve. Az állomások elválása a spirál külső karjainál növekszik.

## Fő projektek

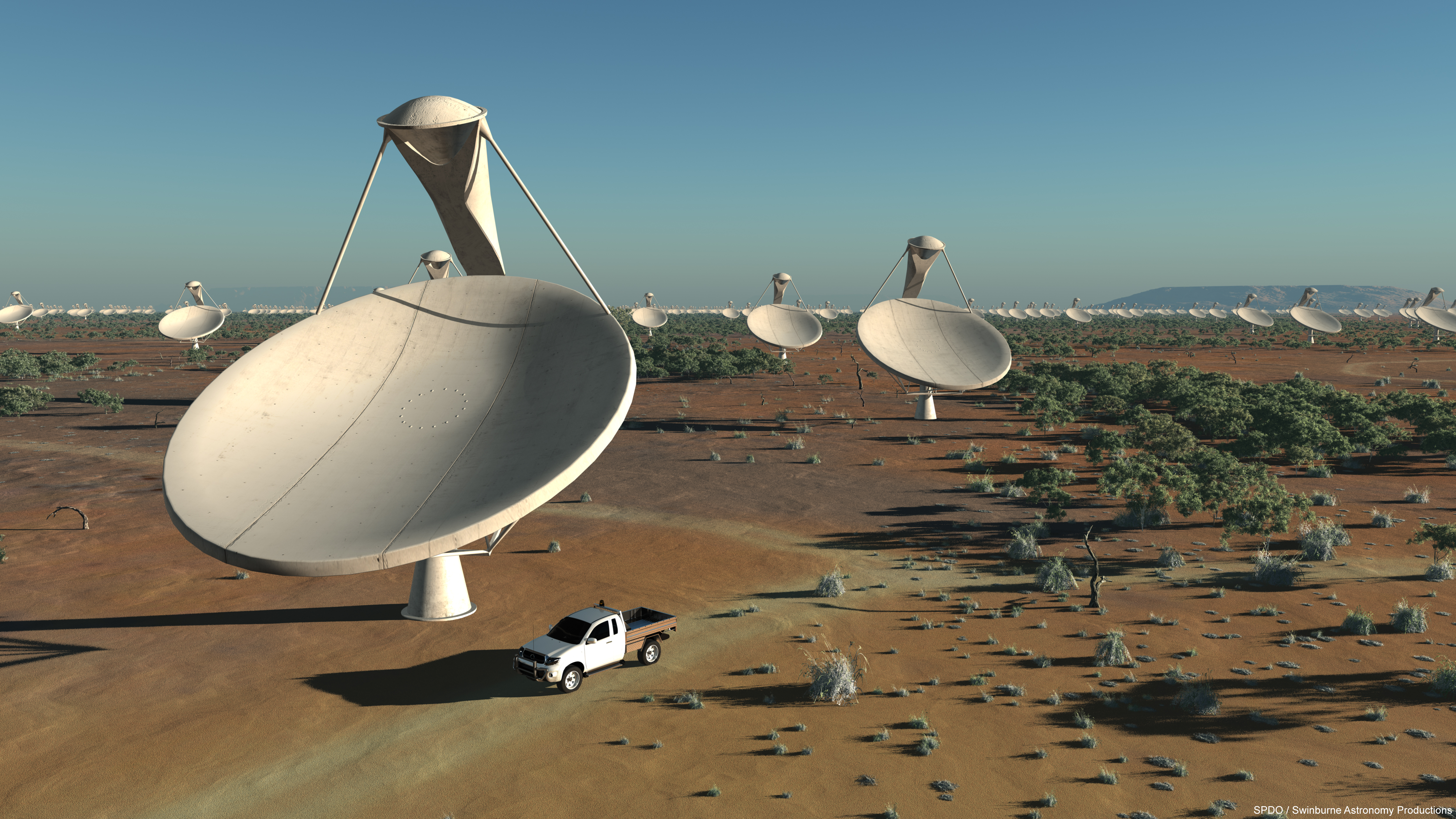
A Gregorián Leágazásos Antennák látványterve

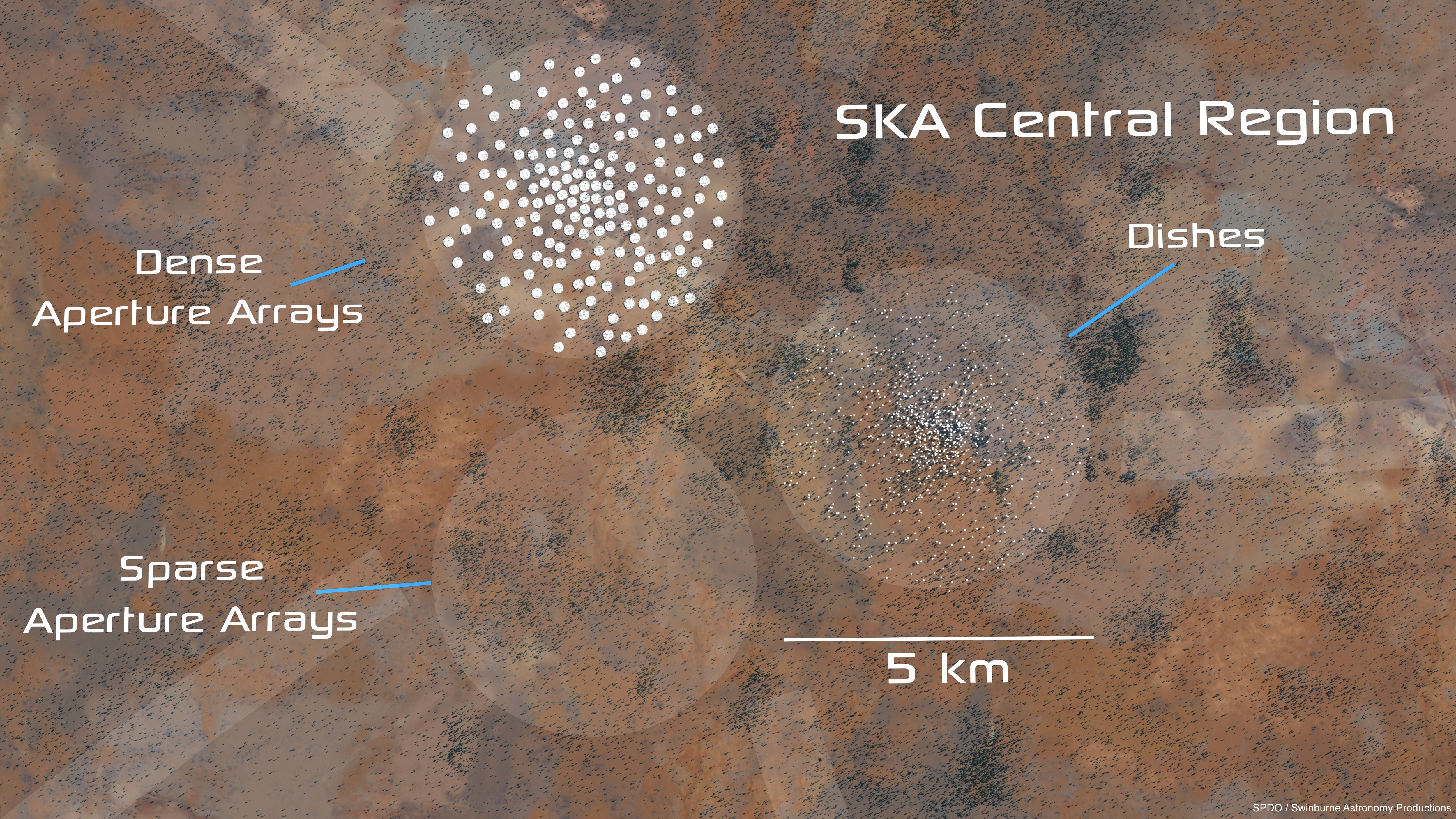
Az SKA központi régiójának vázlatos terve

Az SKA úgy van megtervezve, hogy lehetővé teszi a csillagászat, alapfizika, kozmológia és csillagászati részecskefizika számos kérdésének megválaszolását, valamint a megfigyelhető világegyetem határai kiterjeszthetők.
Az SKA működéséhez több tudományos kulcsprojekt is ki lett választva, melyek lentebb kerülnek felsorolásra.

### Az általános relativitás szélsőséges tesztelése
Csaknem kilencven éve, hogy Einstein általános relativitáselmélete pontosan előrejelezte minden tesztkísérlet eredményét. A legtöbb ilyen teszt, a legprecízebbeket is beleértve, rádiócsillagászati mérésekkel lett elvégezve. A pulzárokat, mint kozmikus gravitációs hullámdetektorokat, vagy a fekete lyukak körül keringő ütemezett pulzárokat felhasználva a csillagászok az általános relativitáselmélet határait is képesek lesznek megvizsgálni, mint például a tér és idő viselkedését szélsőségesen hajlított térben. A cél annak kiderítése, hogy Einstein igazat mondott-e a tér, idő és gravitáció leírásával kapcsolatban, vagy egyéb relativitáselméleti változatok szükségesek a jelenség leírásához.

### Galaxisok, kozmológia, sötét anyag és sötét energia
Az SKA érzékenysége az atomos hidrogén 21 cm-es rádióvonalában több millió galaxist fog feltérképezni, a megfigyelhető Világegyetem határáig terjedően. A kozmosz nagy skálájú struktúrájának feltárása a galaxisformációk és evolúció folyamatának meghatározásához ad változókat. A hidrogén világűrben való feltérképezése háromdimenziós képet ad a struktúra első fodrozódásairól, mely az első galaxisokat és csoportosulásokat formálta. Ezáltal mérhetővé válik a feltételezett sötét energia hatása, és az általa gyorsuló ütemben táguló univerzum.

### A vissza-ionizálódás kora
Az SKA megfigyelési szándékainak megfelelően a sötét kor idejére is szolgáltat adatokat: az ősrobbanás utáni 300.000 év, amikor a világegyetem láthatóvá vált, és az egymilliárd évvel későbbi időszak között, amikor a galaxisok láthatóvá váltak. A gáz ősi eloszlásának vizsgálatának segítségével az SKA képes lesz megmutatni hogy fénylett fel fokozatosan az univerzum, és csillagai, galaxisai hogy képződtek és fejlődtek.

### Kozmikus mágnesesség
A kozmikus mágneses terek eredetével és fejlődésével kapcsolatos kérdések megválaszolása jelenleg még nem lehetséges, noha világos, hogy azok a csillagközi és galaxisközi tér fontos részei. A nagyon távoli galaxisok mágnesességének sugárzásra való hatása feltérképezésének segítségével az SKA a kozmikus mágnesességet és a fejlődő világegyetemben játszott szerepét vizsgálja.

### A földön kívüli élet okozta átmeneti rádió-jelenségek
Az SKA ha létezik, képes szélsőségesen gyenge Földön kívüli jelek észlelésére, és még életre alkalmas bolygók felfedezésére is. A csillagászok az SKAt színképelemzéssel és speciális rezgésszámok vizsgálatával aminosavak keresésére is fogják használni.

## Helyszínek
Az SKA központjai a Manchesteri Jodrell Bank Obszervatóriumban találhatók, az Egyesült Királyságbeli Chesireben.

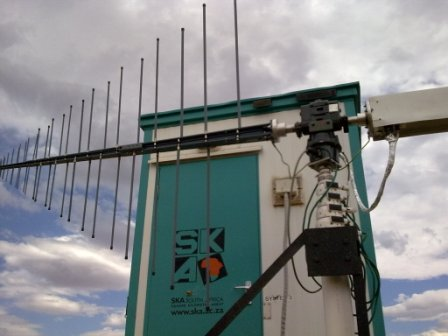
Automatikus széles sávú rádiószkenner rendszert használtak a rádiófrekvenciás zajszintek vizsgálatához különböző Dél-Afrikai kijelölt térségekben.

Az SKA távcső számára megfelelő helyszíneknek olyan lakatlan területeknek kell lenniük, ahol az ember által gerjesztett rádióinterferencia alacsony szintje garantált. Négy helyszín volt első körben javasolva Dél-Afrikában, Ausztráliában, Argentínában és Kínában. Alapos helyszínfelmérések után Argentína és Chile kiesett, és a két másik helyszín került kiválasztásra (figyelembe véve Új-Zélandnak az ausztrál ajánlathoz, valamint 8 másik Afrikai ország Dél-Afrikához történő csatlakozását):
Ausztrália és Új-Zéland: A központ a Murchison Rádiócsillagászati Obszervatóriumban (MRO) található, Boolardy közelében, d. sz. 26° 59′, k. h. 116° 32′26.983333°S 116.533333°E, Nyugat-Ausztráliában, 315 km-re északkeletre Geraldtontól, egy sivatagszerű síkságon nagyjából 460 méteres tengerszint feletti magasságban. A legtávolabbi állomások Új-Zélandon kerülnek kialakításra.
Dél-Afrika: A központi helyszín a d. sz. 30° 43′ 16″, k. h. 21° 24′ 40″30.721130°S 21.411130°E koordinátáknál található, nagyjából 1000 méteres tengerszint feletti magasságban, a Karoo régióban, a kiszáradt Észak-Cape tartományban, 75 km-re északnyugatra Carnarvontól, távoli állomásokkal Botswana, Ghána, Kenya, Madagaszkár, Mauritius, Mozambik, Namíbia és Zambia területén.
2012. március 10-én az SKA Terület Tanácsadó Testületének egy titkos februári riportba foglalt jelentése alapján a Dél-Afrikai ajánlat erősebb volt. A helyszínre vonatkozó végleges döntés 2012 április 4-én történt. Bár egy tudományos munkacsoport lett felállítva a két jelölt megvalósítási elképzeléseinek megvizsgálására, és az eredmények 2012. májusra voltak időzítve.
2012. május 25-én bejelentették, hogy az SKA fel lesz osztva mind Dél-afrikai és afrikai, valamint Ausztrál és Új-Zélandi helyszínekre.

## Perkurzorok, felderítők és tanulmány tervek
Globálisan több csoport is dolgozik az SKA-hoz szükséges technológiák és technikák fejlesztésén. A nemzetközi SKA projekthez kapcsolódó hozzájárulásaikat a következőképp lehet csoportosítani: perkurzorok, felderítők vagy tanulmány tervek.
- Prekurzor felszerelések: a két SKA pályázati terület valamelyikén SKA-val kapcsolatos feladatokat végző távcső.
- Felderítők: SKA-val kapcsolatos technológiai, tudományos vagy működési feladatot ellátó távcső vagy program.
- Tanulmány tervek: az SKA elrendezés egy vagy több alrendszerére vonatkozó tanulmány, prototípusok elkészítésével együtt.

### Prekurzor felszerelések

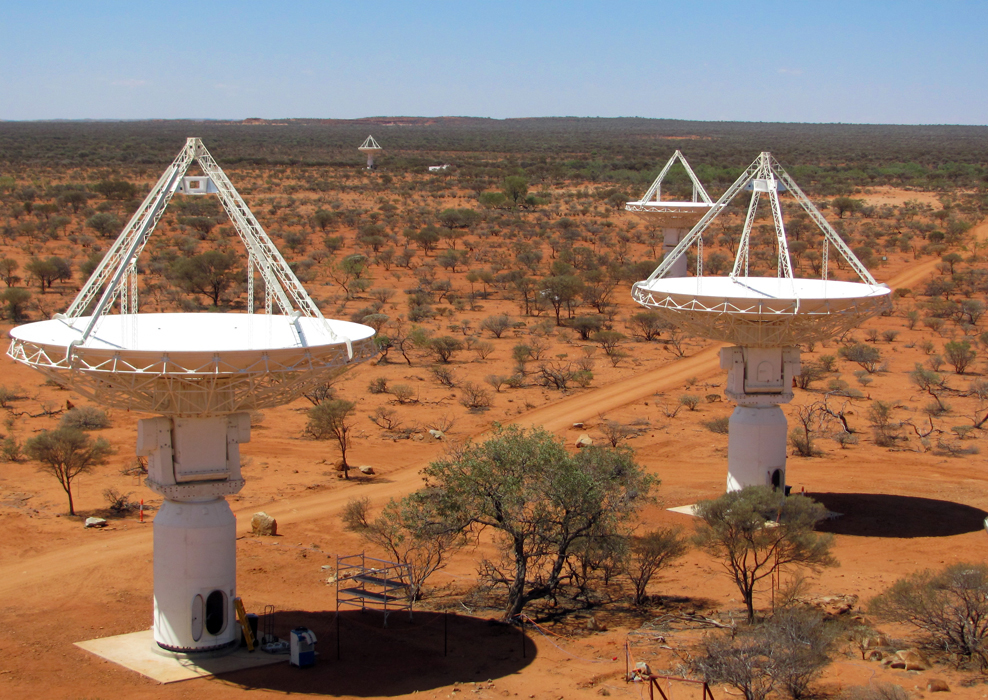
CSIRO ASKAP antennái az MROnál, Nyugat Ausztráliában

#### Ausztrál SKA helykereső (ASKAP)
Az Ausztrál SKA Helykereső egy 100 millió ausztrál dolláros projekt, harminchat, egyenként tizenkét méteres parabola felépítésére. Fejlett, innovatív technológiákat alkalmaz, mint például a fázisolt ellátóhálózatot a széles látószög eléréséhez (30 négyzetfok).
Az ASKAP-ot a CSIRO építi a Murchison Rádiócsillagászati Obszervatórium területen, Közép-Nyugaton, Boolardytól nem messze Nyugat-Ausztráliában. Mind a 36 antenna és a technikai rendszerei hivatalosan 2012 októberben nyílt meg.

#### MeerKAT
A MeerKAT hatvannégy, egyenként 13,5 méteres átmérőjű parabolából álló hálózat kiépítésének a projektje Dél-Afrikában, egy világszintű tudományos kísérlet, mely az SKA felállításához szükséges technológiát is tartalmazza. A KAT-7, a MeerKAT egy hét parabolás mérnöki és tudományos tesztrendszer berendezése, Carnavonban, Észak Cape Tartományban, Dél-Afrikában, egy már működő rendszer, és a teljes rendszer átadásának várható ideje 2015-2016. Ezek a parabolák több nagy teljesítményű páratlan pixeles csatornákkal lesznek ellátva az 580 MHz-estől 14 GHz-es frekvenciasáv lefedéséhez.

#### Murchison Széleslátóterű Hálózat (MWA)
A Murchison Széleslátóterű Hálózat egy rövidhullámú rádióhálózat a 80-300 MHz frekvenciasávon, és szintén kialakítás alatt áll a Murchison Rádiócsillagászati Obszervatórium területén, Nyugat-Ausztráliában.

### Felderítők
- Csempefókuszú APERture[forrás?]
- Nagyon Hosszú Bázisvonalú Interferometria[24]
- Elektronikus többsugaras rádiócsillagászati elképzelés[25]
- e-MERLIN[26]
- Kiterjesztett nagyon nagy hálózat[27]
- Hosszúhullámú hálózat[28]
- SKA Molonglo prototípus[29]

#### Allen távcsőhálózat
Az Allen távcsőhálózat innovatív 6,1m-es eltolt Gregorián parabolákat használ, széles sávú páratlan csatornákkal, az 500 MHz-től 11 GHz frekvenciasáv lefedéséhez. A jelenleg 42 elemmel működő hálózat 350 eleműre lesz kiterjesztve. A parabola tervei alacsony költségű előállításra lettek kialakítva.

#### LOFAR
A LOFAR egy 150 millió Eurós, Hollandia által vezetett projekt, célja egy újszerű alacsonyfrekvenciás fázisolt nyíláshálózat kiépítése Észak-Európában szétszórva. Egy teljesen elektronikus távcső, a 10-240 MHz alacsony frekvenciasávot fedi le, és 2009-2011 között kezdte meg működését. A LOFAR jelenleg az SKA számára nélkülözhetetlen, kritikus feldolgozási technológiákat fejleszt.

### Tanulmány tervek
- Aperture Hálózat Ellenőrzési Program[32]
- Kanadai SKA Program[33]
- SKA előkészítő tanulmány[34]

#### Technológia Fejlesztés Projekt (TDP)
A Technológiai Fejlesztési Projekt vagy TDP egy 12 millió dolláros projekt, mely parabola és üzenetküldési technológia fejlesztését célozza meg, kimondottan az SKA számára. A Cornell Egyetem által vezetett konzorcium irányítja, és 2012-ben fejeződik be.

## Időzítés és finanszírozás
Az első elképzelések az SKAról a korai 1990-es évekre tehetők, egy nemzetközi munkacsoport 1994-es felállításától számíva. Ez vezetett az első Megállapodási Feljegyzéshez 2000-ben. Jelentős korai fejlesztési munka ekkortól kezdődött. Ez a PrepSKA 2008-as bejelentésében csúcsosodott ki, ami egy teljes SKA terv kialakításához vezetett 2012-ben. Az első szakasz építkezései 2016-2019 között lesznek, egy működő hálózatot létrehozva, mely képes az első tudományos munkák elvégzésére. A kettes fázis ezután 2024-re fejeződik be, teljes érzékenyésget biztosítva a 10 GHz-es frekvenciatartományig.
Az SKA várhatóan 1,5 milliárd euróba fog kerülni az egyes és kettes szakasz 2024-es elkészültéig, ez 300 millió eurót jelent a 2019-ig tartó egyes szakaszra vonatkozóan. A források több nemzetközi befektetési ügynökségtől származnak. Az SKA és a Nagyon Nagy Európai Távcső (E-ELT) zászlóshajói a jövőbeni földbázisú csillagászatnak. Egyenlő prioritással rendelkeznek az ASTRONET Európai tervei között.
Jelenleg Ausztrália, Kína, Olaszország, Hollandia, Új-Zéland, Dél-Afrika és az Egyesült Királyság írt alá megegyezést az SKA szervezet számára források előteremtésével és folyósításával kapcsolatban.

## Projekt kockázatok
A Dél-Afrikai elsődleges csillagászati helyekre vonatkozó lehetséges kockázatokat a 2007-es Csillagászati Földrajzi Előny Törvény kezeli. A speciálisan a Dél-Afrikai SKA ajánlat védelme érdekében hozott törvény minden olyan tevékenységet felsorol, amely veszélyeztetheti a legfontosabb csillagászati berendezések tudományos üzemeltetését. 2010-ben kétségek merültek fel a törvény betartásával kapcsolatban, amikor is a Royal Dutch Shell vállalat palagáz kitermelésével kapcsolatban a Karoo rész felderítéséhez folyamodott hidraulikus vetődés alkalmazásával, egy olyan technikával, amely megnövelheti a rádióinterferencia mértékét a területen.
Egy Dél-Afrikai területen, Mozambikban, egy távoli állomás helyszínen árvizet jelentettek, ezért kizárták a projektből,
annak ellenére, hogy az SKA Helyszínválasztó Bizottság technikai elemző riportja alapján minden távoli állomásnak árvízvédelmi terveket kellett elkészítenie.
Ausztrália első rádió csendes területét (RQZ) az Ausztrál Kommunikációs és Média Hatóság (ACMA) hozta létre 2005. április 11-én, kimondottan a Murchison Rádió-csillagászati Obszervatóriumnál található fő Ausztrál SKA terület jelenlegi 'rádió-csendességének' fenntartása érdekében.
2012. februárjában az SKA Bizottság egykori elnöke a Dél-Afrikai médiában az Ausztrál célterületen lévő kockázatokkal kapcsolatban kétségeit fejezte ki, különösen a költségekkel, bányászati hatásokkal és földvételi megállapodásokkal kapcsolatban. Az Ausztrál SKA kijelentette, hogy minden pont figyelembevételre került a helyszínjavaslat során.

## Fordítás
- Ez a szócikk részben vagy egészben  a   Square Kilometre Array című angol Wikipédia-szócikk fordításán alapul.  Az eredeti cikk szerkesztőit annak laptörténete sorolja fel. Ez a jelzés csupán a megfogalmazás eredetét és a szerzői jogokat jelzi, nem szolgál a cikkben szereplő információk forrásmegjelöléseként.

## Külső hivatkozások
Ausztrália/Új-Zéland
- SKA Australia web site
- "Inside the Square Kilometre Array", Cosmos magazine online, January 2012
- "The Square Kilometre Array Category", The Conversation, 2011/12
- Australian SKA Planning Office Newsletter (PDF). CSIRO, 2007. április 10. [2007. június 13-i dátummal az eredetiből archiválva]. (Hozzáférés: 2014. augusztus 26.)
- Boolardy Station and the Murchison Radio-Astronomy Observatory (MRO) – University of Western Australia
- Photographs from the Boolardy site, June 2010

Kanada
- Canadian SKA Consortium web site Archiválva 2014. május 6-i dátummal a Wayback Machine-ben

Európa
- SKA Design Studies web site

Dél Afrika
- SKA South Africa web site

Nemzetközi
- SKA website
- SKA Scholarpedia article
- The Square Kilometre Array (SKA): radio astronomy beyond 2012 Archiválva 2012. június 15-i dátummal a Wayback Machine-ben